# WR 2
WR 2 — звезда Вольфа — Райе на расстоянии около 8000 световых лет от Солнца в созвездии Кассиопеи, принадлежит звездной ассоциации Кассиопея OB1. Звезда имеет меньшие размеры чем Солнце, но вследствие высокой эффективной температуры, более 140000 К, светимость звезды в 282000 раз превышает солнечную. При радиусе 89% солнечного это самая маленькая звезда спектрального класса в Млечном Пути.
WR 2 считается звездой азотной последовательности звёзд Вольфа — Райе, но в спектре нет линий NIII, NIV, NV и HeI. В спектре доминируют широкие скруглённые эмиссионные линии HeII, что соответствует спектральному классу WN2-b (линии широкие). В настоящее время звезду относят к спектральному классу WN2-w (линии слабые), поскольку континуум довольно мощный при отсутствии большого числа интенсивных эмиссионных линий. Это единственная известная звезда спектрального подкласса WN2 в Млечном Пути. Звёзды Вольфа — Райе со слабыми линиями часто имеют горячих ярких компаньонов, своим излучением оттеняющих свет основной звезды. WR 2 также обладает звездой-компаньоном, но гораздо более слабым, чем главная звезда и поэтому не способным быть причиной ослабления линий в спектре.
WR 2 — самая маленькая и горячая известная в Млечном Пути звезда спектрального класса WN. Необычные скруглённые эмиссионные линии, как считается, возникают из-за крайне быстрого вращения, хотя точная скорость вращения неизвестна. Оценки скорости варьируют от 500 км/с до практически скорости разрушения, 1900 км/с. Высокая температура также приводит к возникновению быстрого звёздного ветра со скоростью около 1800 км/с, хотя в целом темп потери массы у этой звезды наименьший среди известных звёзд Вольфа — Райе. Сочетание высокой массы звезды и быстрого вращения, скорее всего, приведёт к гамма-всплеску, когда звезда взорвётся как сверхновая.
У WR 2 было обнаружено рентгеновское излучение, хотя оно может возникать и не из-за сталкивающихся сгустков в звёздном ветре, как бывает у массивных звёзд.